# Giornata del movimento per la lingua
La Giornata del movimento per la lingua (in bengali ভাষা আন্দোলন দিবস, Bhasha Andolôn Dibôs), detta anche Giornata della lingua di Stato o Giornata dei Martiri della lingua (in bengali শহীদ দিবস, Shôhid Dibôs), è una ricorrenza nazionale del Bangladesh, celebrata con cadenza annuale il 21 febbraio.
La festa rende omaggio al movimento per la lingua bengalese e a i suoi martiri, che lottarono per il riconoscimento del bengalese come lingua ufficiale del Bangladesh, caduti nel corso delle proteste duramente represse dal governo dell'allora Dominion del Pakistan. La ricorrenza è un'occasione per lo svolgimento di seminari e dibattiti per la promozione del bengalese come lingua di Stato del Bangladesh.

## Storia

### Prodromi

I possedimenti britannici nel subcontinente indiano ottennero l'indipendenza nel 1947 e nel 1948, dando così vita a quattro nuovi stati autonomi: l'India, la Birmania, Ceylon e il Pakistan (che allora comprendeva il Bengala Orientale, chiamato Bangladesh dal 1971).

A seguito della spartizione dell'India nel 1947, il neoformato Dominion del Pakistan contava 69 milioni di abitanti, di cui la maggioranza (44 milioni) risiedevano nel Bengala orientale, una provincia geograficamente disconnessa dal territorio della capitale. Ciò nondimeno, era il personale del Pakistan occidentale a detenere il controllo del governo, dei servizi civili e dell'esercito. Nel 1947 un vertice nazionale sull'istruzione tenutosi a Karācī giunse a un'importante risoluzione in cui si raccomandava l'urdu come unica lingua di Stato e l'uso esclusivo di questa lingua nei media e nelle scuole. In risposta, sorsero repentinamente movimenti di opposizione e protesta; studenti di Dacca manifestarono sotto la guida di Abul Kashem, segretario dell'organizzazione culturale islamica bengalese Tamaddun Majlish. Nel corso di un incontro, si stabilì che il bengalese avrebbe dovuto assurgere a lingua ufficiale del Dominion del Pakistan, al pari dell'urdu, e che spettasse al bengalese, e non all'urdu, il ruolo di lingua primaria dell'istruzione nel Bengala orientale. Tuttavia, la Commissione pachistana per il servizio pubblico rimosse unilateralmente il bengalese dall'elenco delle materie approvate, nonché dalle banconote e dai francobolli. Il ministro dell'Istruzione centrale Fazlur Rahman mise inoltre in atto ampi preparativi per rendere l'urdu l'unica lingua di Stato del Dominion del Pakistan. Disordini pubblici si diffusero nel Bengala e molti studenti bengalesi accorsero all'Università di Dacca l'8 dicembre 1947 per richiedere formalmente un'ufficializzazione della lingua bengalese; la protesta studentesca diede vita a processioni e manifestazioni. Il movimento linguistico contribuì così a diffondere tra la popolazione del Bengala orientale (poi chiamato Pakistan orientale) l'idea di un'identità nazionale a sé stante, distinta dal resto del Pakistan (poi chiamato Pakistan occidentale).

### Proteste

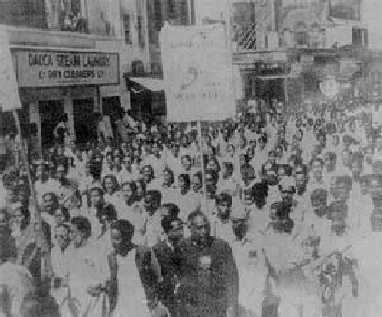
Cordoni di manifestanti sfilano il 21 febbraio 1952 a Dacca.

Alle nove di mattina del 21 febbraio 1952 alcuni studenti si diedero convegno presso le sedi dell'Università di Dacca, sfidando così la Sezione 144 del codice penale pachistano, che legiferava sui casi di assemblea illegale. Il vicerettore dell'università e altri funzionari erano presenti sul posto mentre poliziotti armati circondavano l'ateneo. Alle 11:15 gli studenti si diressero verso il cancello dell'università e tentarono di rompere la linea di blocco della polizia; in risposta, gli agenti lanciarono lacrimogeni verso il cancello per avvertire gli studenti. Un gruppo di studenti si diresse al Dhaka Medical College, mentre altri si mossero verso le sedi dell'università inseguiti da cordoni di agenti. Il vicerettore ordinò allora alla polizia il cessate il fuoco e chiese agli studenti di lasciare l'area. Mentre alcuni studenti tentavano di andarsene, la polizia eseguì degli arresti sulla base della violazione della Sezione 144. Adirati per gli arresti, gli studenti si riunirono attorno all'edificio dell'Assemblea legislativa del Bengala Orientale: serrando la strada ai legislatori, chiesero che le loro istanze fossero presentate in sede d'assemblea. Allorché un gruppo di studenti tentò l'irruzione nell'edificio, gli agenti di polizia aprirono il fuoco e freddarono un gruppo di manifestanti, tra cui Abdus Salam, Rafiq Uddin Ahmed, Abul Barkat e Abdul Jabbar. Quando la voce dell'eccidio si sparse, scoppiarono tumulti e disordini in tutta la città. I negozi e gli uffici vennero chiusi, i trasporti pubblici interrotti e scoppiò uno sciopero generale. All'assemblea sei legislatori, tra cui Manoranjan Dhar, Boshontokumar Das, Shamsuddin Ahmed e Dhirendranath Datta, invitarono il primo ministro pachistano Nurul Amin a far visita agli studenti ospedalizzati feriti e chiesero all'assemblea d'interrompere i lavori in segno di lutto. La mozione fu sostenuta da alcuni dei membri del banco del tesoro, tra cui Maulana Abdur Rashid Tarkabagish, Shorfuddin Ahmed, Shamsuddin Ahmed Khondokar e Mosihuddin Ahmed; Nurul Amin, invece, espresse il suo diniego di fronte alle richieste.

## Conseguenze

### Riforma costituzionale
Il 7 maggio 1954 l'Assemblea costituente legiferò, con il sostegno della Lega mussulmana, a favore dello status ufficiale del bengalese. Il riconoscimento come seconda lingua ufficiale del Pakistan avvenne il 29 febbraio 1956 e l'articolo 214(1) della Costituzione pachistana venne emendato per garantire che "le lingue di Stato del Pakistan fossero l'urdu e il bengalese".
Tuttavia, il governo militare presieduto da Ayyub Khan seguitò a mettere in atto dei tentativi di ripristino dell'urdu come unica lingua nazionale. Il 6 gennaio 1959 il regime militare emise però un comunicato ufficiale in cui veniva ribadita la decisione costituzionale del 1956 riguardo alle due lingue di Stato.

### Indipendenza del Bangladesh
Malgrado la questione delle lingue ufficiali fosse già risolta nel 1956, il regime militarista di Ayyub Khan continuò a promuovere gli interessi del Pakistan occidentale a discapito del Pakistan orientale. Pertanto, pur costituendo la maggioranza numerica della popolazione nazionale, i cittadini del Pakistan orientale seguitarono a essere sottorappresentati nei servizi civili e militari e a ricevere una minoranza di finanziamenti statali e di altre forme di assistenza governativa. Emergeva quindi il problema della mancanza di una rappresentanza democratica nel neonato Stato pachistano. Gli squilibri economici regionali accrebbero le disuguaglianze tra le due regione, dando forza alle istanze della Lega Awami, di stampo nazionalista bengalese, che diede vita al "movimento dei sei punti" per una maggiore autonomia provinciale. Si richiedeva, ad esempio, che il Pakistan orientale venisse ribattezzato "Bangladesh" (lett. "terra dei bengalesi"); questo fermento politico sfociò poi nella guerra di liberazione bengalese.
Dopo la formazione di un governo locale sotto il Fronte unito, nell'aprile 1954, l'anniversario del 21 febbraio fu dichiarato giorno festivo.

## UNESCO e Giornata della lingua madre
Traendo ispirazione dalla lotta per il riconoscimento della lingua bengalese, nel novembre 1999 la Conferenza Generale dell'UNESCO scelse il 21 febbraio per indire la Giornata internazionale della lingua madre, avallando una proposta avanzata dai delegati del Bangladesh; la giornata intende diffondere e accrescere la consapevolezza intorno ai temi della salvaguardia della diversità e dell'inclusione linguistiche e promuovere un modello d'"istruzione multilingue basata sulla lingua madre o sulla prima lingua".
L'Assemblea generale delle Nazioni Unite accolse con favore la proclamazione della giornata in una sua risoluzione del 2002.
Il 16 maggio 2007 l'Assemblea generale nella risoluzione A/RES/61/266 chiese agli Stati membri di "promuovere la conservazione e la protezione di tutte le lingue utilizzate dai popoli del mondo".